# Roccoco
Roccoco, to klaverstykker is een verzameling van twee werkjes voor piano van Alf Hurum. De titels van de twee stukjes zijn "Gavotte" (in Moderato) en "Rigaudon" (in Allegro con brio), min of meer al verwijzend naar de Franse richting die Hurum met zijn componeerstijl opging. Dat in tegenstelling tot het merendeel van de toenmalige Noorse componisten, die de Duitse richting volgden. Roccoco werd in 1908 uitgegeven door Warmuth Musikforlag, maar van uitvoeringen destijds is niets bekend. Dat is waarschijnlijk de reden, dat Roccoco zonder opusnummer door het leven gaat.